# Marcel Ourdouillier
Marcel Ourdouillier, né le 18 décembre 1913 à Isbergues et mort le 18 juillet 1962, est un footballeur français qui évoluait comme milieu de terrain.

## Carrière
- ????-1938 : USL Dunkerque.
- 1938-1950 : RC Lens.

## Palmarès
- Champion de 1re Division (Groupe Nord) : 1944
- Finaliste de la Coupe de France : 1948
- Une sélection avec l'équipe de France : Belgique - France (2-1), le 15 décembre 1945.